# São José do Alegre
São José do Alegre là một đô thị thuộc bang Minas Gerais, Brasil. Đô thị này có diện tích 89,243 km², dân số năm 2007 là 3908 người, mật độ 46,6 người/km².